# Grewia microcarpa
Grewia microcarpa är en malvaväxtart som beskrevs av Karl Moritz Schumann. Grewia microcarpa ingår i släktet Grewia och familjen malvaväxter. Inga underarter finns listade i Catalogue of Life.